# Sierra de Pénjamo
Sierra de Pénjamo är en bergskedja i Mexiko.   Den ligger i delstaten Guanajuato, i den centrala delen av landet, 290 km väster om huvudstaden Mexico City.